# 툴루즈 대학교
툴루즈 대학교(프랑스어: Université de Toulouse, 영어: University of Toulouse)는 프랑스 툴루즈에 본부를 둔 대학 및 기관(ComUE)의 커뮤니티이다. 원래 1229년에 설립되어 유럽에서 가장 먼저 등장한 대학 중 하나이다. 1793년 프랑스 혁명 때 억압되었다가 1896년 고등 교육 재편의 일환으로 재창립되었다. 1969년에 마침내 폐지되어 현재의 3개 대학인 툴루즈 1 캐피톨 대학교, 툴루즈-장 조레스 대학교, 툴루즈 III - 폴 사바티에 대학교가 탄생했다. 툴루즈 지역의 ComUE는 툴루즈 미디 피레네 연방 대학교로 알려졌다. 2023년 1월 1일에 대학은 툴루즈 대학교로 이름이 변경되었다.
세 대학은 다른 기관과 함께 툴루즈 대학 재건에 참여했다. 이 대학은 박사 과정 학생 4,500명, 직원 17,000명, 연구실 145개를 포함하여 학생 107,000명의 공동 구조이다. 그 임무는 전 그르노블 알프스 대학 총장인 패트릭 레비(Patrick Lévy)에게 맡겨졌고, 툴루즈 미디피레네 연방 대학 총장 필립 레보(Philippe Raimbault)도 동행했다. 옥시타니 지역과 툴루즈 메트로폴(Toulouse Métropole)의 선출직 공무원이 강력히 원하는 이러한 개발은 국제 순위에서 툴루즈 고등 교육에 대한 더 큰 가시성을 제공하는 것을 목표로 한다.